# Mourne (rivière)
Pour les articles homonymes, voir Mourne.
La Mourne (en irlandais : An Mughdhorn) est une rivière du comté de Tyrone en Irlande du Nord. Elle conflue avec la Finn à Strabane, pour former la Foyle.
On y pêche des saumons et des truites de mer.
La chanson populaire "The Moorlough Shore", aussi titrée The Maid of Mourne Shore, fait référence à des localités situées sur les rives du cours d'eau.

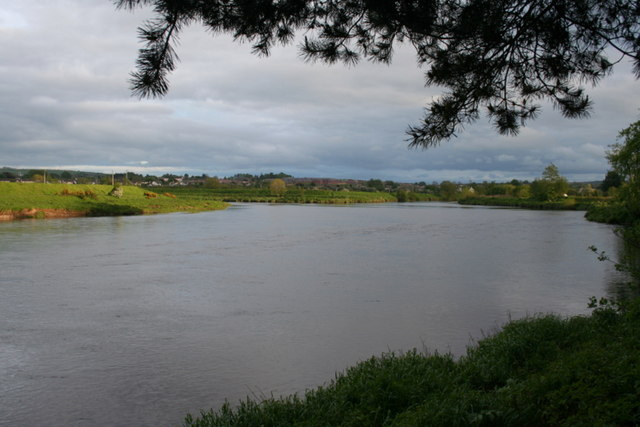
La confluence Finn - Mourne qui donne la Foyle.
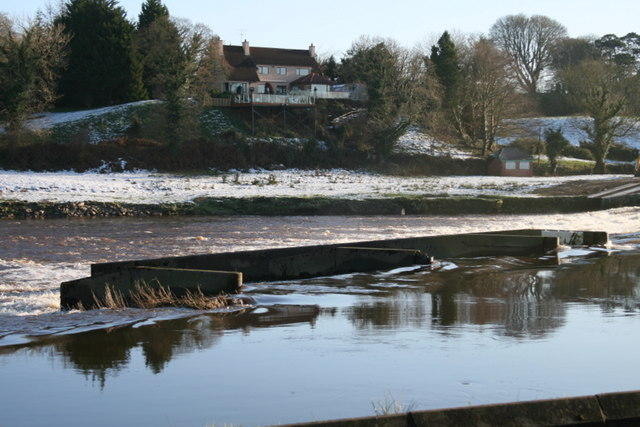
Passages pour les saumons.
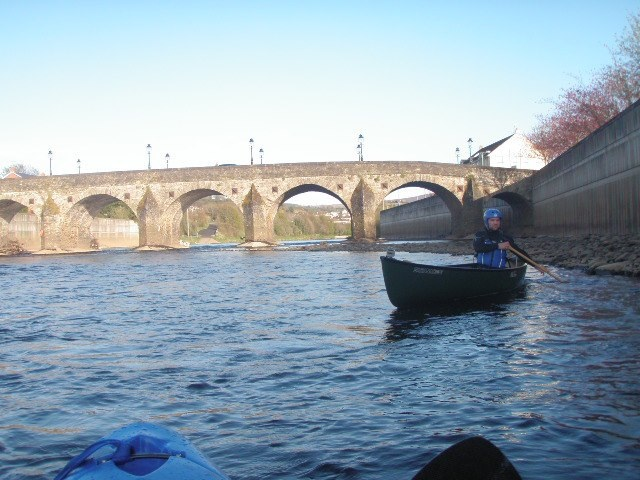
La Mourne à Strabane.
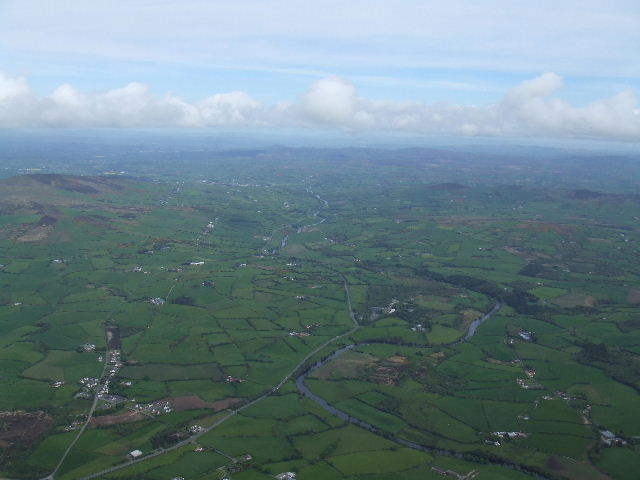
Les méandres de la Mourne, entre Omagh et Newton Stewart.
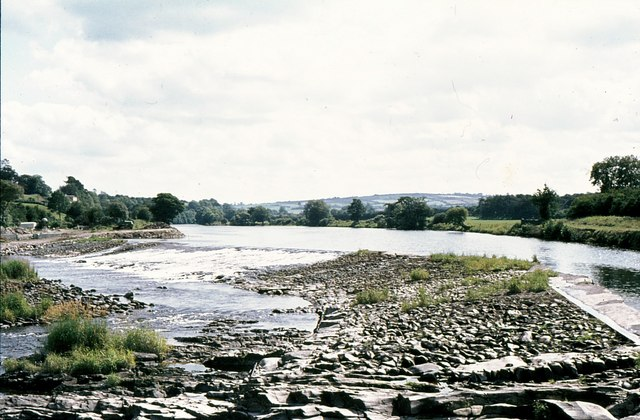
Passage à saumons au barrage de Sion Mills.
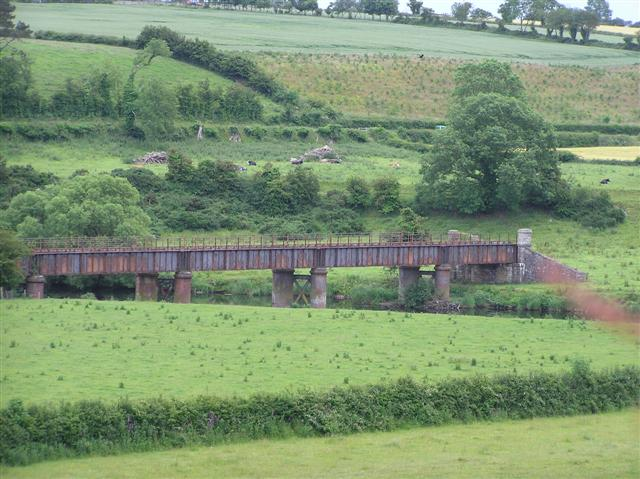
Le vieux pont de chemin de fer sur la Mourne, Victoria Bridge.